# سیارک ۴۲۲
سیارک ۴۲۲ (به انگلیسی: 422 Berolina، نامگذاری:1896DA) چهارصد و بیست و دومین سیارک کشف شده‌است که در ۸ اکتبر ۱۸۹۶ و در برلین کشف شد.
قدر مطلق سیارک برابر ۱۰٫۸۳ است.